# Павле (отац цара Маврикија)
Павле (умро 593. године), је био отац Маврикија, византијског цара. Председавао је византијским Сенатом .

## Позадина
Према Евагрију Схоластику, Маврикије и његова породица могли су да прате своју лозу из „старог Рима “. Будући цар је рођен у Арабису у Кападокији . Родни град породице био је у близини савременог Елбистана. Град је вековима био релативно безначајан. Цар Јустинијан I је повећао њен значај, претворивши га у центар за регрутовање и место за пристајање својих снага. Био је део војног пута који је почињао од Цезареје Мазаке (савремени Кајзери) и настављао до Комане и Мелитене . 

## Каријера
Примарни извор о Павлу је „црквена историја“ Јована Ефеског . У њему се каже: „На почетку своје владавине, цар је послао по свог оца, старца по имену Павле, и његову мајку, и његовог брата, који се звао Петар, и његове две сестре, од којих је једна била удовица, и друга Филипикова жена ... Затим је свог оца поставио за председавајућег сената и за поглавара свих патриција, и дао њему и његовом сину Петру, царевом брату, целокупну имовину великог патриција Марцела, брата покојног цара Јустина II, која није била много мања од самих царских посједа, са својим кућама и имањима, и златом и сребром, и његовом гардеробом, и свим стварима које је имао свуда без изузетка." . Затим је оцу и мајци дао још једну кућу у близини цркве ( Свете Софије) и своју палату.  Јован наставља да детаљно описује почасти које је цар Маврикије указао својој широј породици, стављајући посебан фокус на Домицијана, епископа Мелитена . Помињући архиепископа Домицијана као Маврикијевог рођака, Јован не наводи тачно сродство епископа и цара Маврикија или Павла.  Теофан Исповедник бележи Павлову смрт 593. године 
У „Касна антика: царство и наследници, 425-600“, Аверил Камерон, Брајан Ворд-Перкинс и Мајкл Витби примећују да је Маврикијев непотизам у таквим именовањима вероватно био непопуларан међу његовим савременицима. Управо је наследио цараТиберија II Константина, чија је великодушност исцрпела византијску ризницу. Насупрот томе, цар Маврикије је промовисао политику која је имала за циљ да „скупи и одложи“ новац за државу смањењем државне потрошње . Византијска војска је доживела смањење плата и смањено финансирање, што је изазвало неколико побуна разних снага. Цар Маврикије је убрзо стекао репутацију среброљубљупца и чак се причало да продаје јавно жито за злато. До 602. године становништво је отворено оптуживало цара Маврикија да је крив за сталну глад . У таквом контексту, очигледна великодушност цара Маврикија према сопственој породици окренула је јавно мњење против њега.  Јован Никијуски извештава: „Сада је Маврикије, који је постао цар у наследству богољубивог Тиберија, био веома среброљубив,... [он] је дочекао многе лажне, немирне особе због своје похлепе за новцем. И продао је све жито египатско и претворио у злато, а исто тако и жито за Византију ( Цариград) продао је за злато“. Теофилакт Симоката и Теофан Исповедник извештавају о цариградској руљи оптужујући цара Маврикија да је маркијаниста. Референца је била на хришћанску секту која је одбацила милостињу и очигледно доброчинство уопште. 
Пракса давања титула и имовине царским рођацима је до тада била прилично уобичајена. Очекивала су се и именовања на високе службе. То је био део процеса успостављања нове династије. Цар Јустин II је био само последњи цар који је то учинио. Цар Маврикије се разликова, међутим, у поређењу са својим непосредним претходником, царем Тиберијем II Константином, који није потрошио много новца на раскош и није доводио чланове свог ронда на високе државне положаје. Иако је у том погледу цар Тиберије II изгледао боље. Примарни извори не помињу да он заправо има много рођака. 

## Породица
Чини се да се Павле женио два пута, иако су имена његових жена непозната. Јован Ефески га помиње још увек ожењеног са Маврикијевом мајком в. 582. године. Теофан помиње Маврикија који је касније прославио брак свог оца, вероватно други брак. Павле је имао најмање четворо познате деце 
- Маврикије, византијски цар .
- Петар .
- Гордија, Филипикова жена. Она је наводно изградила манастир посвећен Мами из Цезареје . [8] Извештај потиче из Цариградске патрије и може бити донекле нетачан. Просопографија каснијег римског царства сматра вероватнијим да је Гордија проширила старији манастир Светог Мамеса, који је подигао Фаразман. [9]
- Теоктиста. Удовица пре уздизања Маврикија на престо 582. године. Сачувано је писмо упућено њој, које је написао папа Гргур I.

### Дамиана
Чарлс ду Фресне, сиеур ду Канге (1610–1688. године), идентификовао је још једну Маврикијеву сестру, која се помиње у Леимон оф Јоанес Москус. Била је Дамиана, мајка Атеногена, епископа Петре у Арабији. Она игра значајну улогу у разним поглављима.
Подаци о њеној породици налазе се у следећим редовима: „Ама ( абатиса ) Дамијана, осамљена, мајка Атеногена [Атеногена], епископа Петре“...  „Ево још једне приче која нам је испричала Ама Дамиана: Једног Великог петка, пре него што сам била затворена (као сидреница), отишла сам у (цркву) Светих Козме и Дамјана и тамо провела целу ноћ. Касно у ноћ ушла је старица из Фригијске Галатије и дала свима у цркви по два новчића (минута). То је било у време када је једна моја братаница и највернијег цара Маврикија (Маврикије) дошла да се помоли у свети град и остала тамо читаву годину, а ја сам је повео са собом код светих Козме и Дамјана, тако да смо заједно били у цркви.“  Одломак идентификује да Дамиана има заједничку нећаку са царем Маврикијем. Чини се да су били браћа и сестре. 
„Рекао нам је да је чуо следећу причу коју је испричао Атеноген [Атеноген], епископ Петре, син Аме Дамјане: Моја тетка (авиа меа) Јована је имала брата по имену Аделфије, епископа Арабесуса.  Авија на латинском буквално значи бака, мајка нечијег родитеља, а не тетка.  И сама је била игуманија женског манастира. Овај владика је једног дана изашао да посети своју сестру у њеном манастиру. Ушавши у двориште (атријум) манастира видео је сестру опседнуту демоном како лежи на плочнику. Владика је повикао својој сестри: „Зар те не брине што се ова сестра овако узнемирава и оцрњује? Сигурно знаш да као игуманија имаш власт над свим својим сестрама?" „Шта могу учинити против демона?“ она је одговорила "Шта мислиш да си радила све ове године?" одговори владика, који затим сачини молитву и очисти ту сестру од демона.  Пошто је ова Јована била Атеногенова бака, Ду Канж ју је идентификовао као вероватну Павлову супругу, мајку Дамијане, цара Маврикија и њихове браће и сестара. Постоји извесна сумња у то колико су Јована и Аделфијус требало да буду стари. Друга Мошусова прича извештава да су се лично срели са Јованом Златоустом (око 347 - 407) током његовог кратког боравка у Кукусу (савремени Гоксун ). 

### Могући потомци
Просопографија примећује да постоји 597 референца папе Гргура I о другој Гордији у Константинопољу, идентификованој као Маринова жена, мајка Теоктисте и ташта Христодорова. Имена „Гордија“ и „Теоктиста“ уобичајена за жене из две породице могу указивати на везу, иако Просопографија о томе само спекулише. Чини се да је Папа у извесном смислу држао ову даму, називајући је „екцелентисима филиа меа домна Гордиа“ (моја одлична ћерка љубљена Гордија). Он такође истиче да је ова Гордија била међу реткима у Цариграду која је могла да чита своје латинске текстове без потребе за преводом на грчки .  Бројни модерни родослови спекулишу да би ова Гордија могла бити ћерка удовице Теоктисте, дакле Павлова унука. Млађа Теоктиста би се тако могла назвати по својој баки по мајци. Даље спекулације су млађе Теоктиста и Христодор као преци Домнике, жене Барданеса Туркоса и мајке Текле, царице из 9. века. 
О овој Домники се заправо мало зна, а мање о њеном пореклу. „Византијске жене: варијетети искуства 800-1200“ (2006) има одломак о њој, који је написала Јудит Херин. Основни извор о њој је Теофан Континуатус. Домника је била имућна цариградска дама. Године 803, Бардан је предводио неуспелу побуну против цара Нићифора I Логотета . Дозвољено му је да живи и да се замонаши. Док им је део породичне имовине конфискован, Домники је дозвољено да издржава барем толико да оснује нови манастир и да се тамо повуче. У монашки живот су је пратиле неудата ћерка и неколико пасторки. Њена каснија судбина и судбина њеног манастира је непозната. Њена прича била је део обрасца који се развијао кроз период византијског иконоборства . „Жене политичке елите“ су често биле изложене ризику да падну у немилост заједно са својим рођацима и завршиле су у манастиру. Као мера безбедности, многи од њих су оснивали монашке заједнице које су им служиле као „приватни домови за умировљенике“ у временима нужде. Њихови непријатељи би их тада могли уклонити са политичке сцене, а да их заправо не убију. Нејасно је колико је од ових манастира преживело смрт свог оснивача или њених најближих сродника. 